# Purcellville
Purcellville je malé město v okrese Loudoun v americkém státu Virginie. V roce 2009 měl 5309 obyvatel.

## Dějiny
První osadník přijel do míst dnešního Purcellvillu roku 1764. V dalších letech se osada pomalu rozvíjela, na přelomu 18. a 19. století vznikaly první obchody a byla založena také pošta Valentinem Vernonem Purcellem (odtud jméno města). Už od prvních let osídlení tudy procházela cesta směrem na západ do Blue Ridge Mountains a v roce 1832 na ní bylo vybudováno mýto, načež doprava přes město vzrostla. 9. července 1853 byl Purcellville přijat jako oficiální název, ale město bylo začleněno (vytvořena vlastní správa) až 14. března 1908. Navzdory blízké poloze fronty, nebylo městečko během občanské války výrazně poškozeno a po válce následoval další rozvoj, a to vybudováním první veřejné školy roku 1883 a zavedením železniční tratě v roce 1874, vedoucí od Leesburgu a dál do hor. Vývoj byl zbrzděn až řadou ničivých požárů, první roku 1900 a další dva roku 1914, při kterých byla zničena velká část budov, včetně nejstarších památek města. S rozšířením Virginia Route 7 začali místní obyvatelé postupně opouštět zemědělský způsob života a začali si hledat práci i mimo komunitu.

## Geografie
Město má celkovou rozlohu 6,1 km². Nadmořská výška 176 metrů. Leží v západní části Loudounského okresu uprostřed Loudounského údolí, přibližně 14,5 km od okresního města Leesburg, na západě je vidět Blue Ridge Mountains. Průměrná teplota v červenci je 24 °C, v lednu kolem 0 °C.

## Demografie
K roku 2009 zde žilo 5309 obyvatel, hustota obyvatel byla 870 ob./km. 88 % byli běloši, 3,8 % černoši, 2,4 % Asiaté, 5,6 % uvedlo více než jednu rasu, zbytek se přihlásil k jiné rase. Hispánců bez ohledu na rasu bylo 5,8 %. 9 % bylo méně než 5 let, 66,3 % mělo 18–64 let a 6,2 % více než 65 let. Průměrný věk byl 34,5 let. Celkově bylo rezidenčních nemovitostí 1631. Medián příjmů domácnost na domácnost činil 93 851 dolarů. 18,8 % obyvatel se přihlásilo k německému původu, 15,8 % k irskému, 12,3 % k anglickému, 11,7 % k americkému, 5,2 % k italskému a 3,6 % k skotsko-irskému.